# هانا نوني
هانا نوني (بالسويدية: Hanna Nooni)‏ مواليد 9 مارس 1984، هي لاعبة كرة مضرب سويدية سابقة بدأت مسيرتها كمحترفة سنة 2001 وكانت تلعب باليد اليمنى، اعتزلت اللعب في 2010. أعلى تصنيف لها في الفردي كان 152. أعلى تصنيف لها في الزوجي كان 146.

## روابط خارجية
- هانا نوني على موقع رابطة محترفات التنس (الإنجليزية)
- هانا نوني على موقع الاتحاد الدولي لكرة المضرب (الإنجليزية)
- هانا نوني على موقع كأس بيلي جين كينغ (الإنجليزية)
- هانا نوني على موقع خلاصة التنس.كوم (الإنجليزية)
- هانا نوني على موقع إي إس بي إن.كوم (الإنجليزية)